# Obština Dve Mogili
Obština Dve Mogili (bulharsky Община Две могили) je bulharská jednotka územní samosprávy v Rusenské oblasti. Leží ve středním Bulharsku na severním úpatí vysočin Dolnodunajské nížiny. Správním střediskem je město Dve Mogili, kromě něj zahrnuje obština 11 vesnic. Žije zde necelých 8 tisíc obyvatel.

## Sídla
| - Baniska - Batišnica - Băzovec - Čilnov | - Dve Mogili (sídlo správy) - Kacelovo - Karan Vărbovka - Mogilino | - Ostrica - Pepelina - Pomen - Širokovo |

## Sousední obštiny
| Růžice kompasu |        |                    | Ivanovo | Růžice kompasu |
| Růžice kompasu | Borovo | Sever              |         | Růžice kompasu |
| Růžice kompasu | Borovo | Obština Dve Mogili |         | Růžice kompasu |
| Růžice kompasu | Borovo | Jih                |         | Růžice kompasu |
| Růžice kompasu | Bjala  | Popovo             | Opaka   | Růžice kompasu |

## Obyvatelstvo
K 15. září 2024 v obštině žilo 7 885 obyvatel a bylo zde trvale hlášeno 8 984 obyvatel. Podle sčítání 7. září 2021 bylo národnostní složení následující:
- Bulhaři: 3 512 (53.9 %)
- Turci: 2 098 (32.2 %)
- Romové: 846 (13.0 %)
- ostatní[p 3]: 61 (0.9 %)

V období 2011 až 2021 v obštině ubylo 1 640 obyvatel.